# Língua coconuco
Coconuco ou Guambiano é um grupo de dialetos da Colômbia. São três as variantes, embora o Coconuco (já extinto) e o Totoró (moribundo – 4 falantes em 1998, de uma população étnica de 4 mil) sejam considerados por alguns especialistas como Adelaar & Muysken (2004) como línguas separadas. Esses dialetos pertencem à família das línguas barbacoanas. O Guambiano é ainda forte na região.

## Falantes
O Guambiano é falado por cerca de 23 mil pessoas na Colômbia, principalmente nas municipalidades de Silvia, Jambaló, Totoro, Caldono e Toribio, bem como ao longo do Rio Piendamó em Cauca. 

## Mais informações
O Guambiano é também chamado Moguez, Moguex ou Wam. O Coconuco foi por algum tempo classificado de forma equivocada como pertencente a um grupo de definição também equivocada, o das Línguas Paezanas. Isso ocorreu em função de um vocabulário dito "Moguex" Guambiano que não passava de uma mistura do Guambiano com o Paez (Cf. Curnow 1998).

## Escrita
O alfabeto latino para o Guambiano apresenta as seguintes letras:
- Vogais – A, E, I, U, O (ѳ)
- Consoantes – Ç, K, L, Ly, M, N, Ñ, P, R, S, T, Ts, W, Y; š, tš

## Fonologia
Os sons do Guambiano são conforme segue (Curnow & Liddicoat 1998:386).

### Vogais
|         | Frontal | Central | Posterior |
| ------- | ------- | ------- | --------- |
| Fechada | i       |         | u         |
| Média   | e       | ə       |           |
| Aberta  |         | a       |           |

## Consoantes
|            |            | Bilabial | Dental | Retroflexa | Palatal | Velar |
| Nasal      | Nasal      | m        | n      |            | ɲ       |       |
| Oclusiva   | Oclusiva   | p        | t      |            |         | k     |
| Africada   | Africada   |          |        | tʂ         | tʃ      |       |
| Fricativa  | Fricativa  |          | s      | ʂ          | ʃ       |       |
| Líquida    | Líquida    |          | r l    |            | ʎ       |       |
| Semi-vogal | Semi-vogal | w        |        |            | j       |       |

## ISO
O código ISO cca é para  'Cauca', nome alternativo para  Coconuco. Ethnologue a inclui dentre as ” Línguas Choco”, mas a Linguist List atualizou a informação para  Coconuco, não ficando claro se é um código próprio para essa língua. Caso não seja, seia um língua sem código ISO.

## Amostra de texto
Pai Nosso
Ñimpe Tiuspa waminchip pѳntrappe, ѳyah chintrikai:
Namui Mѳskai srѳmpalasrѳ wapik,
ñui munchipe tapikweintѳ tarѳmara,
newan tap intik kѳntrun.
Ñi aship karup pasraipe pirau latrѳpitchap amѳ,
srѳmpalasrѳ latawei yu piraukucha,
Ñi maik maramtiik kѳpen,
treekwei marik kѳntrai.
Kualѳmmѳrik nam mamik maik palapikwan mѳi tranѳp,
namui kaik mariilan ulѳ paimѳ,
pesannatruntrik chip,
nam namun kaik marѳpelan ulѳ paimѳ,
pesannawa kѳtrѳmisrѳp lataitѳwei.
Chikѳpen namun kekѳtrѳsrkѳntraptiik pѳntrѳpene,
truwane namun ampashmѳtruntrik.
Masken tru kaikweinukkutrimpe tarѳmartra.
Kakente, tru aship karup waipa,
marampurap mariipa, purѳ nuik,
purѳ tapiipape manakatik Ñuin kѳn chip.